# Phreatia modesta
Phreatia modesta är en orkidéart som beskrevs av Henry Nicholas Ridley. Phreatia modesta ingår i släktet Phreatia och familjen orkidéer. Inga underarter finns listade i Catalogue of Life.